# Tarwewet
De Tarwewet is een Nederlandse wet die volgde op de aanhoudende depressie na de beurscrash van 1929. Vele landen in Europa hadden soort gelijke wetten aangenomen om de economie er weer bovenop te helpen. 

## Maatregelen
Een van de maatregelen ter bestrijding van de crisis was de devaluatie van de gulden.  
Doordat Nederland daar niets van wilde weten (de woorden van de directeur van De Nederlandsche Bank waren: "Wij zijn geen muntvervalsers") raakte de economie in Nederland nog verder in de problemen. Een andere maatregel was protectie.
Uiteindelijk kon Colijn niet onder protectie uit, de situatie bleek onhoudbaar voor de boeren. De Tarwewet werd daarmee de eerste Crisiswet, deze wet garandeerde een minimumprijs per 100 liter graan. De devaluatie werd de volgende crisiswet. In 1936 moest de regering toegeven en daalde de waarde van gulden met 20%.